# Booth-Insel
Die Booth-Insel (ehemals Wandel-Insel) ist eine felsige, Y-förmige, acht Kilometer lange Insel in der Antarktis. Sie ist die größte Insel im Wilhelm-Archipel vor der Graham-Küste im Westen der Antarktischen Halbinsel, von der sie durch den Lemaire-Kanal getrennt wird.
Entdeckt und benannt wurde die Insel von einer deutschen Expedition unter der Leitung von Eduard Dallmann im Januar 1874. Sie erhielt ihren Namen wahrscheinlich nach den Mitgliedern der Hamburger Geographischen Gesellschaft Oskar Booth und Stanley Booth. 
Das Advisory Committee on Antarctic Names lehnte den Namen „Wandel-Insel“, den die Insel von der Belgica-Expedition unter der Leitung von Adrien de Gerlache 1897–1899 zu Ehren des dänischen Hydrografen Carl Frederik Wandel (1843–1930) erhalten hatte, zu Gunsten der ursprünglichen Namensgebung ab. Die schmale Passage zwischen der Insel und dem Festland ist der landschaftlich reizvolle Lemaire-Kanal. Die französische Antarktis-Expedition mit dem Schoner Français unter der Leitung von Jean-Baptiste Charcot überwinterte 1904 in einer Bucht der Booth-Insel. Heute ist der damals errichtete „Steinhügel“ Charcots als historische Stätte geschützt.
Der höchste Punkt der Insel ist der Wandel Peak mit einer Höhe von 980 m, der erstmals im Februar 2010 von den französischen Bergsteigern Mathieu Cortial, Lionel Daudet und Patrick Wagnon erstiegen wurde, nachdem einige vorhergehende Versuche fehlgeschlagen waren.